# Herati-Muster

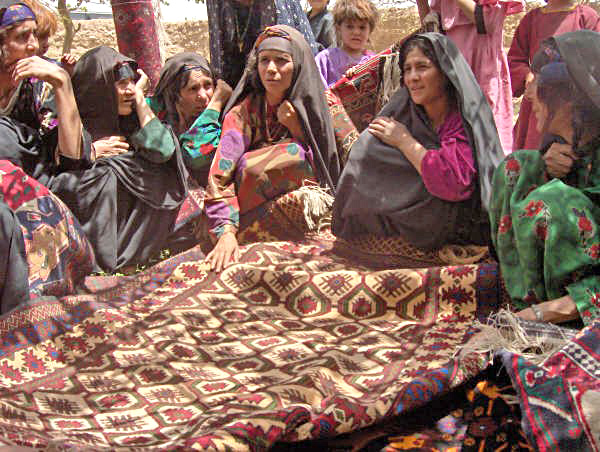
Afghanische Knüpferinnen mit einem Teppich in einfachem Herati-Muster gehalten

Das Herati-Muster (persisch قالی هرات) ist ein Muster, das vornehmlich auf persischen, handgeknüpften Teppichen vorzufinden ist. Herati leitet sich begrifflich von Herat, einer im nordwestlichen Afghanistan liegenden Stadt ab. Die Bezeichnung findet Anwendung, seit afghanische Teppichknüpfer unter dem Kadscharen Naser ad-Din Schah in Persien angesiedelt worden waren. Es handelt sich um ein typisches Rapportmuster, das häufig auf Teppichen mit Reihenmotiven vorkommt und in den westiranischen Provenienzen vorherrscht.
Bis in die 1920er Jahre wurden in Herat hochwertige Teppiche mit persischen Mustern geknüpft. Das wohl schon uralte Musterensemble setzt sich aus mehreren, interpretierbaren Einzelteilen zusammen. Inmitten eines auf die Spitze gestellten Rhombus befindet sich eine Blume (wohl eine Margerite), die von vier Akanthusblättern umrankt ist. Die zentrale Blüte symbolisiert möglicherweise die Erde als Zentrum allen Seins. An den oberen und unteren Spitzen sitzen stilisierte Lotosblüten auf, ein Hinweis auf eine Verbindung nach China. Die seitlichen Spitzen laufen in Päonien aus. Diese auch Bauernrose genannte Blüte nimmt in China den Platz der Königin der Blumen ein und gelangte über die Seidenstraße nach Westen.
Alle vier Seiten des Ensembles werden von halbmondförmigen, lanzettartigen Blättern flankiert, die auch als Fische (pers. „Mahi“) gedeutet werden. Daraus leitet sich die persische Bezeichnung Mahi-to-hos her, zu Deutsch „Fische im Teich“.